# Lago Soin
El lago Soin (en alemán: Soinsee) es un lago situado en la región administrativa de Alta Baviera, en el estado de Baviera (Alemania), a una elevación de 1498 metros; tiene un área de 5 hectáreas. 
Se encuentra sobre la ladera norte de los Alpes.